# Brunn (Zweinitz)
Brunn (Zweinitz) ist eine Ortschaft in der Gemeinde Weitensfeld im Gurktal im Bezirk St. Veit an der Glan in Kärnten. Die Ortschaft hat 23 Einwohner (Stand 1. Jänner 2024).

## Lage
Brunn liegt im Norden der Gemeinde Weitensfeld, sonnseitig oberhalb des Zweinitzbachs, auf dem Gebiet der Katastralgemeinde Thurnhof, etwa 5 km nordwestlich von Zweinitz.
Zur Ortschaft, die sich über etwa 200 Höhenmeter erstreckt, gehören die Höfe Unterer Brunner (früher Brunner; Nr. 1 und Nr. 8), Oberer Brunner (früher Dremschnig; Nr. 2), Sallager (Nr. 3), Moser (Nr. 4), Offner (Nr. 5) und einige Häuser ohne Vulgonamen linksseitig am Zweinitzbach (Nr. 6, Nr. 7 und 7a, Nr. 9).

## Geschichte
Ab Gründung der Ortsgemeinden Mitte des 19. Jahrhunderts gehörte Brunn zur Gemeinde Gurk. 1871 trat die Gemeinde Gurk die Katastralgemeinden Thurnberg und Zweinitz an die Gemeinde Weitensfeld ab, somit gehörte Brunn dann zur Gemeinde Weitensfeld. 
Bei der Kärntner Gemeindestrukturreform von 1973 kam Brunn an die damals neu errichtete Gemeinde Weitensfeld-Flattnitz, bei deren Auflösung 1991 wieder zur Gemeinde Weitensfeld im Gurktal.

## Bevölkerungsentwicklung
Für die Ortschaft ermittelte man folgende Einwohnerzahlen:
- 1869: 5 Häuser, 44 Einwohner[2]
- 1880: 5 Häuser, 51 Einwohner[3]
- 1890: 7 Häuser, 36 Einwohner[4]
- 1900: 7 Häuser, 45 Einwohner[5]
- 1910: 5 Häuser, 25 Einwohner[6]
- 1923: 5 Häuser, 35 Einwohner[7]
- 1934: 48 Einwohner[8]
- 1961: 6 Häuser, 48 Einwohner[9]
- 2001: 9 Gebäude (davon 7 mit Hauptwohnsitz) mit 9 Wohnungen; 37 Einwohner und 0 Nebenwohnsitzfälle; 7 Haushalte; 0 Arbeitsstätten, 7 land- und forstwirtschaftliche Betriebe[10]
- 2011: 9 Gebäude, 31 Einwohner, 9 Haushalte, 0 Arbeitsstätten[11]
- 2021: 9 Gebäude, 18 Einwohner, 9 Haushalte, 4 Arbeitsstätten[12]